# دوري كرة القدم الإسكتلندي الدرجة الثانية 2011–12
دوري كرة القدم الاسكتلندي الدرجة الثانية 2011–12 (بالإنجليزية: 2011–12 Scottish Second Division)‏ هو موسم من دوري كرة القدم الاسكتلندي الدرجة الثانية ‏. فاز فيه نادي كاودينبيث لكرة القدم.

## نتائج الموسم
| م  | الفريق                           | لعب | ف  | ت  | خ  | أ.له | أ.ع | أ.ف | نقاط | الصعود، التأهل أو الهبوط                                              |
| -- | -------------------------------- | --- | -- | -- | -- | ---- | --- | --- | ---- | --------------------------------------------------------------------- |
| 1  | نادي كاودينبيث لكرة القدم (C, P) | 36  | 20 | 11 | 5  | 68   | 29  | +39 | 71   | ترقى إلى دوري كرة القدم الاسكتلندي الدرجة الأولى 2012–13              |
| 2  | نادي اربوراث                     | 36  | 17 | 12 | 7  | 76   | 51  | +25 | 63   | Qualification for the دوري كرة القدم الاسكتلندي الدرجة الأولى 2011–12 |
| 3  | نادي دمبرتون (O, P)              | 36  | 17 | 7  | 12 | 61   | 61  | 0   | 58   | Qualification for the دوري كرة القدم الاسكتلندي الدرجة الأولى 2011–12 |
| 4  | أردريونيانز (P)                  | 36  | 14 | 10 | 12 | 68   | 60  | +8  | 52   | Qualification for the دوري كرة القدم الاسكتلندي الدرجة الأولى 2011–12 |
| 5  | نادي ستنهاوسموير                 | 36  | 15 | 6  | 15 | 54   | 49  | +5  | 51   |                                                                       |
| 6  | نادي إيست فيف                    | 36  | 14 | 6  | 16 | 55   | 57  | −2  | 48   |                                                                       |
| 7  | Forfar Athletic ‏                 | 36  | 11 | 9  | 16 | 59   | 72  | −13 | 42   |                                                                       |
| 8  | نادي بريتشين سيتي                | 36  | 10 | 11 | 15 | 47   | 62  | −15 | 41   |                                                                       |
| 9  | نادي ألبيون روفرز (O)            | 36  | 10 | 7  | 19 | 43   | 66  | −23 | 37   | Qualification for دوري كرة القدم الاسكتلندي الدرجة الثانية 2011–12    |
| 10 | نادي ستيرلينغ ألبيون (R)         | 36  | 9  | 7  | 20 | 46   | 70  | −24 | 34   | هبط إلى دوري كرة القدم الاسكتلندي الدرجة الثالثة 2012–13              |

1. ↑  Dumbarton won the First Division play-off final, and were promoted to the First Division.
2. ↑  Airdrie United lost the final of the First Division playoffs to Dumbarton. However following the demotion of Rangers to the third division prior to the beginning of the 2012-13 season, Dundee were promoted from the First Division to the SPL, and Airdrie United were promoted to the First Division to take their place. Stranraer were promoted from the Third to the Second Division to take the place of Airdrie United